# Ejlstrup
Ejlstrup är en tätort i Odense kommun i Region Syddanmark i Danmark. Tätorten har 1 273 invånare (2024). Den ligger på Fyn, cirka 7,5 kilometer väster om Odense.